# Defensor Sporting
Defensor Sporting Club (normalt bare kendt som Defensor Sporting  eller bare Defensor) er en uruguayansk fodboldklub fra hovedstaden Montevideo. Klubben spiller i landets bedste liga, Primera División Uruguaya, og har hjemmebane på Estadio Luis Franzini. Klubben blev grundlagt den 15. marts 1913, og har siden da vundet fire uruguayanske mesterskaber.

## Titler
- Uruguayansk Liga (4): 1976, 1987, 1991, 2008

## Kendte spillere
- Luis Cubilla
- Gonzalo Sorondo
- Sebastián Abreu
- Tabaré Viudez
- Federico Magallanes
- Darío Silva
- José Manuel Moreno
- Gustavo Dezotti

## Danske spillere
- Ingen